# Gilabèrt Nariòo
Gilabèrt Nariòo (Valençun, 24 d'octubre de 1928 - 6 d'abril de 2024) va ser un educador, traductor i escriptor occità. Va dedicar bona part de la seva vida a la defensa i promoció de l'occità en la seva variant gascona.
La seva obra literària comprèn una producció diversa de poesia, obres de teatre i cançons per a grups com Nadau o Los Pagalhós. Va ser autor també de nombroses obres sobre l'occità de la Gascunya, especialment de la seva variant bearnesa, d'entre les que en destaca el diccionari francès-occità (gascó) que va elaborar amb el seu amic i lingüista Miquèu Grosclaude. Com a traductor va ser l'autor de les versions occitanes d'obres catalanes com Joc Brut de Manuel de Pedrolo o de la versió gascona de L'Estaca de Lluis Llach.

## Biografia

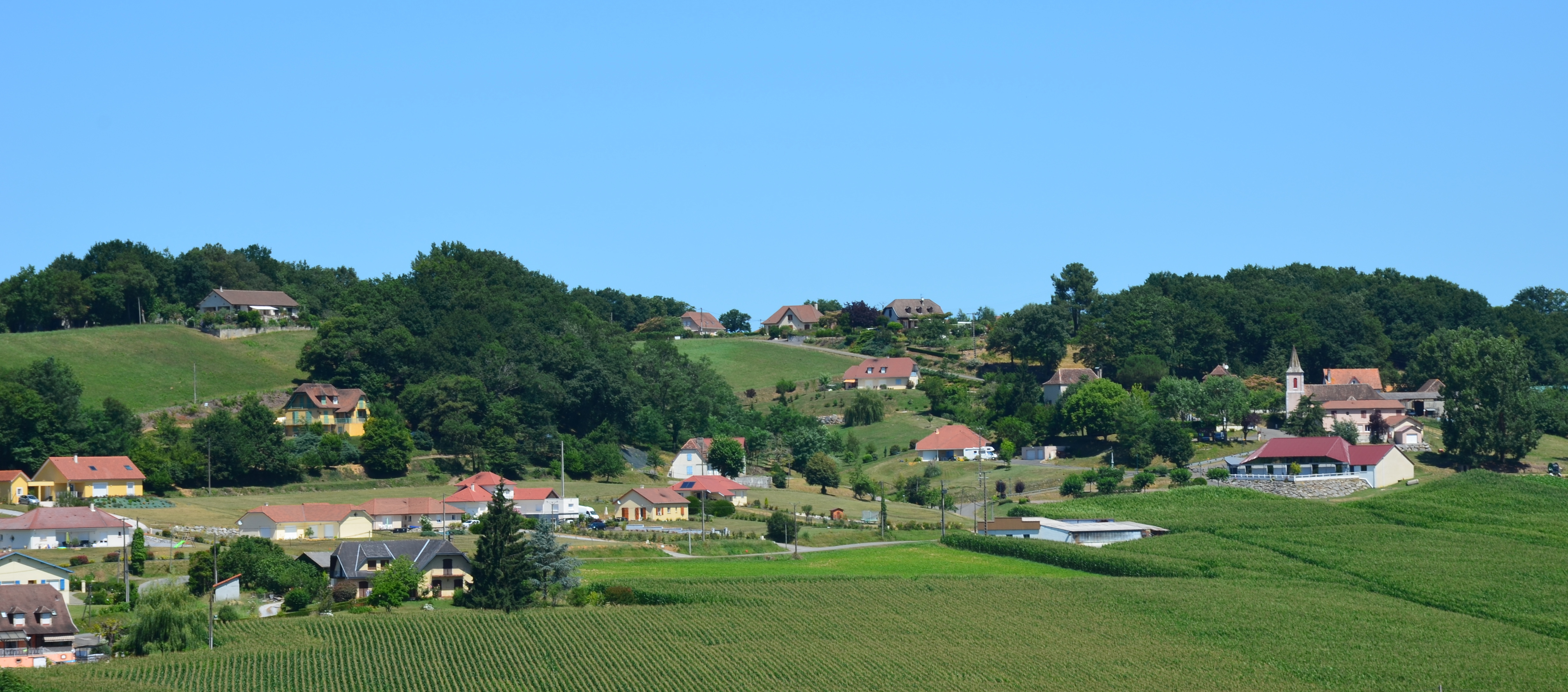
Panoràmica de Valensun, poble natal de Nariòo.

Gilabèrt Nariòo va néixer al poble bearnès de Valensun en el si d'una família de pagesos. El 1947 va anar a treballar a París com a mestre de primària i després va emigrar a Alemanya a fer el servei militar. Durant els següents anys viurà en diferents països de l'Àfrica i Europa, i no serà fins al 1968 que deixarà Grècia, on es trobava en aquell moment, per tornar a la seva terra d'origen. Va ser viatjant que a Nariòo li va despertar la consciència cultural, quan va entendre que el que parlava a casa era una veritable llengua.
El 1970 es farà soci de l'associació Per Noste d'Ortés, gràcies a la coneixença de l'escriptor Roger Lapassada, fundador i president d'aquesta associació des del 1960; Nariòo posteriorment en serà president durant vint-i-cinc anys (1976-2002). El 1972 va col·laborar amb el Collegi d'Occitània de Tolosa com a corrector dels cursos d'occità que allí s'hi impartien.
Gilabèrt Nariòo parlava amb fluïdesa occità, francès, alemany, castellà, grec i català.

## Obra
A continuació s'hi desenvolupa una llista no exaustiva de l'obra de Nariòo.

### Poesia
- La Mar de Corintia (1988)

### Teatre
- L'Alemanda (1972)
- Lo Crit deu còr (1986)

### Traduccions
- Ua isla en Peirigòrd (1993)
- La bíblia valenciana (1994)
- Ua bòrda en T.R.Ò.P (1995)
- Pèir l'ors (2003)

### Obra científica
- Evangèli segon sant Matèu (1995, amb Miquèu Grosclaude)
- Répertoire des conjugaisons occitanes de Gascogne (1998, amb Miquèu Grosclaude)
- Navèra pastorala bearnesa (2001, col·laboració)
- Flocadas aurivas : florilègi deus poètas gascons de las Lanas (2001, col·laboració)
- Ua camada en Italia (2001, col·laboració)
- La pastorala deu paisan qui cèrca mestièr a son hihl, shens ne trobar a son gat (2001, col·laboració)
- Lo sermon deu curè de Bidèren (2002, col·laboració)
- Dictionnaire français-occitan (gascon) A-K (2003, amb Miquèu Grosclaude i Patric Guilhemjoan)

- Dictionnaire français-occitan (gascon) L-Z (2006, amb Miquèu Grosclaude i Patric Guilhemjoan)
- Dictionnaire Intermediaire Francais Occitan (Gascogne) A-Z (2015, amb Patric Guilhemjoan)
- Parlar plan (2017)